# Adam Marczyński

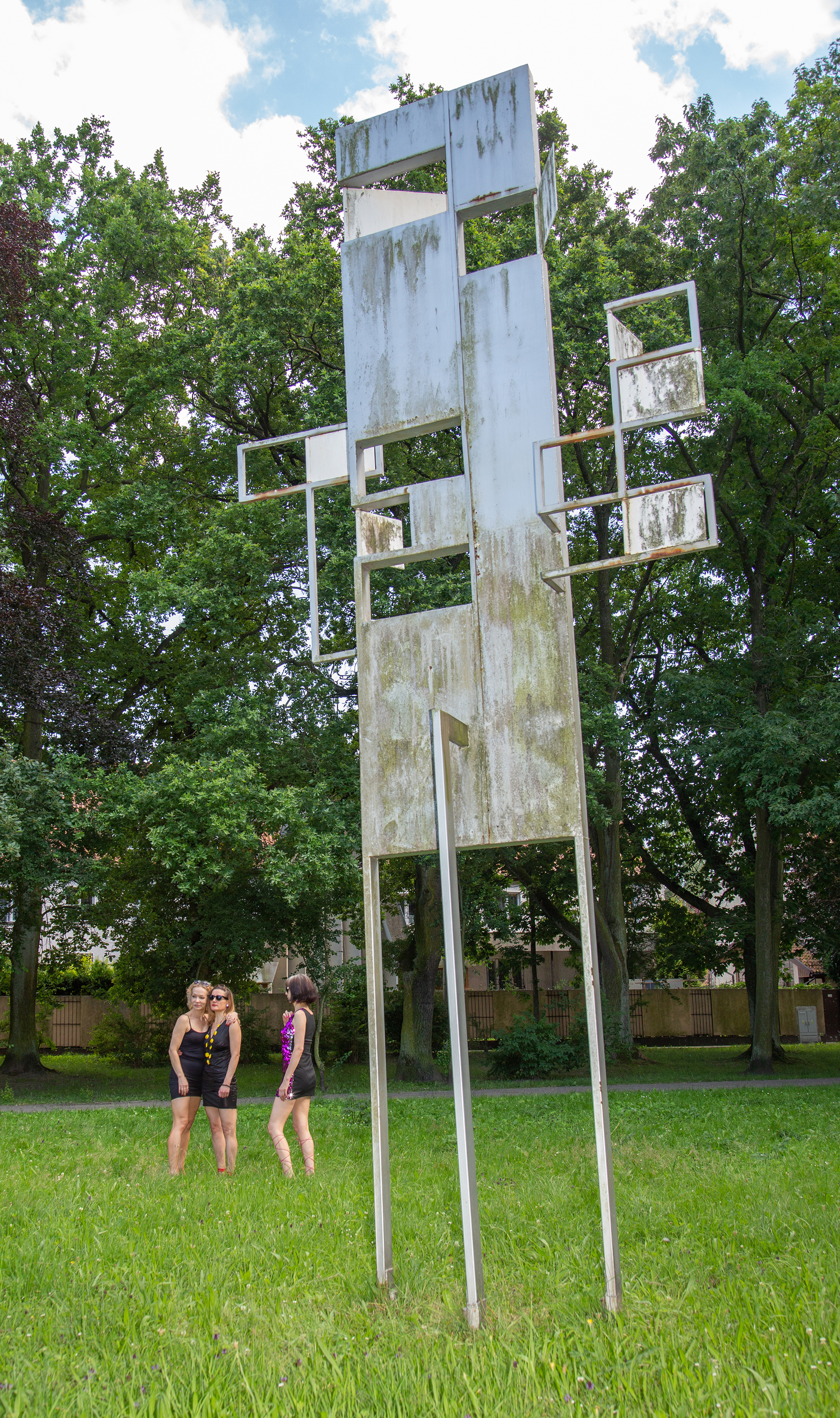
Forma kinetyczna stworzona przez Adama Marczyńskiego podczas I Biennale Form Przestrzennych w Elblągu (1965).

Adam Marczyński (ur. 24 grudnia 1908 w Krakowie, zm. 13 stycznia 1985 tamże) – polski malarz i grafik.
Od 1950 profesor Akademii Sztuk Pięknych im. Jana Matejki w Krakowie.

## Życiorys
Ukończył studia w 1936 w krakowskiej Akademii Sztuk Pięknych. Studiował w pracowni Władysława Jarockiego i Ignacego Pieńkowskiego. Podróżował do Francji i Hiszpanii. Związany był z Grupą Krakowską, z którą wiele wystawiał. Jego rozumienie zadań sztuki oraz rozumienie zagadnień formy było bliskie poglądom Marii Jaremy i Henryka Wicińskiego. Brał udział w reaktywacji Grupy w roku 1957. Jego udział w pracach Stowarzyszenia związany był z niekiedy ostrym konfliktem z Tadeuszem Kantorem oraz jego najbliższym „otoczeniem”. Od roku 1945 aż do emerytury pracował w Akademii Sztuk Pięknych, gdzie prowadził pracownię malarstwa. Jego studentami byli między innymi: Franciszek Starowieyski, Ewa Lipska, Janusz Orbitowski, Zofia Broniek, Krzysztof Jeżowski, Andrzej Kreütz-Majewski, Iwona Ornatowska, Romuald Oramus, Aleksander Pieniek, Grażyna Borowik i Zbigniew Żupnik. Obok malarstwa uprawiał rysunek, grafikę (monotypie) oraz scenografię. Jest autorem cenionych polichromii kościelnych (Nowy Wiśnicz, Katedra w Tarnowie, Ratułów, Brzesko, Sokołów Małopolski). Był autorem ilustracji książkowych, m.in. Niebieskie kartki A. Rudnickiego, Porwanie w Tiutiurlistanie W. Żukrowskiego, Pamiętniki Paska, Niespokojne godziny I. Jurgielewiczowej.
Jest autorem formy kinetycznej o wysokości 8 metrów zrealizowanej przy współpracownicy z M. Klaus i J. Rakowskim w czasie I Biennale Form Przestrzennych w Elblągu (1965). Rzeźba posiada poruszane siłą wiatru klapki, umocowane pionowo do prostokątnych ram. Znajduje się w Parku im. Michała Kajki w Elblągu.
Jego przyrodnim bratem był Antoni Marczyński.
Został pochowany na Cmentarzu Salwatorskim (sektor SC4-A-2).

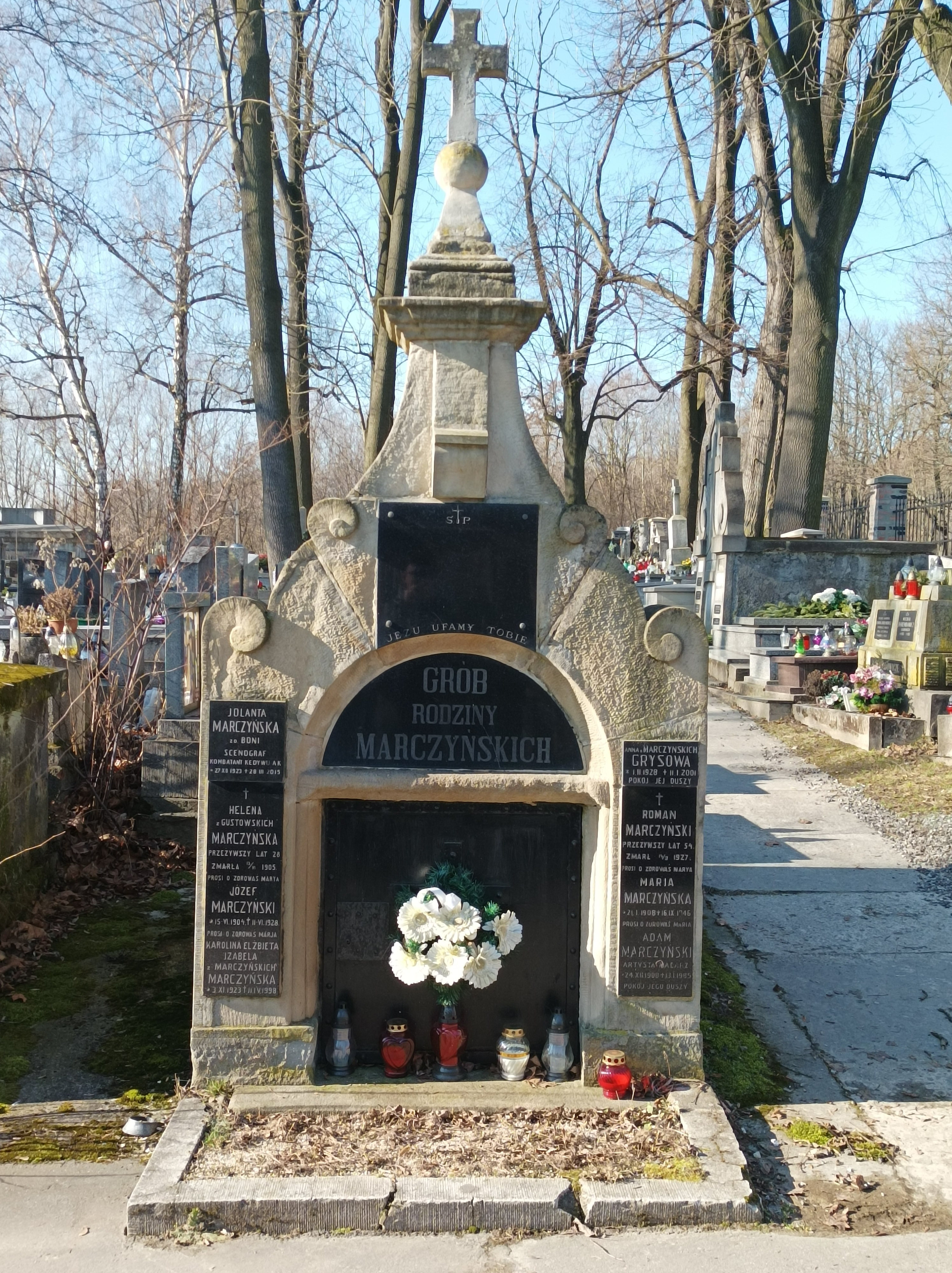
Grób Adama Marczyńskiego na cmentarzu Salwatorskim

## Nagrody
- 1957: Wyróżnienie na II Biennale Grafiki w Lublanie[10]